# Theretra lycetus
Theretra lycetus är en fjärilsart som beskrevs av Pieter Cramer 1775. Theretra lycetus ingår i släktet Theretra och familjen svärmare. Inga underarter finns listade i Catalogue of Life.

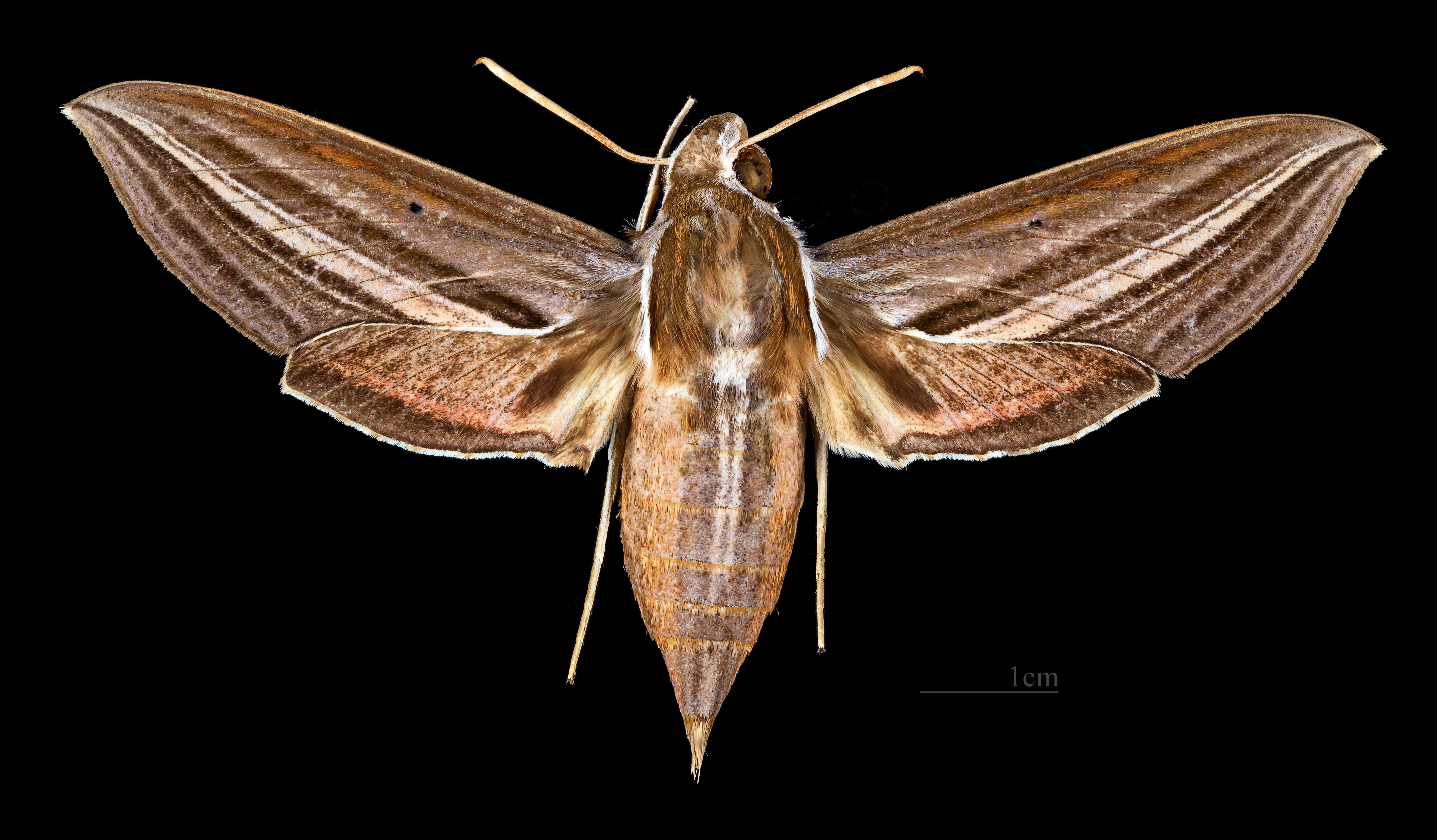
Theretra lycetus  ♀
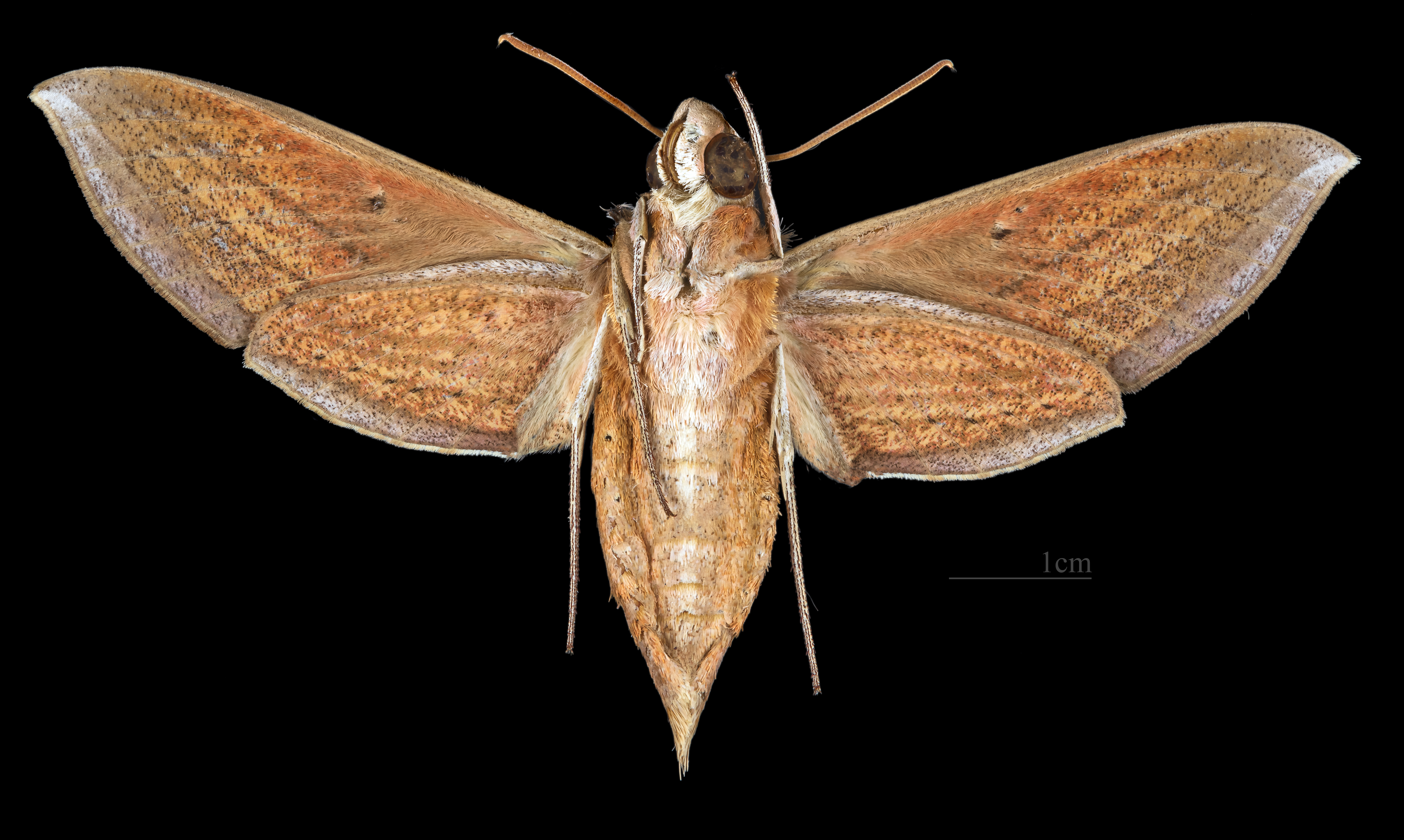
Theretra lycetus ♀ △

## Bildgalleri

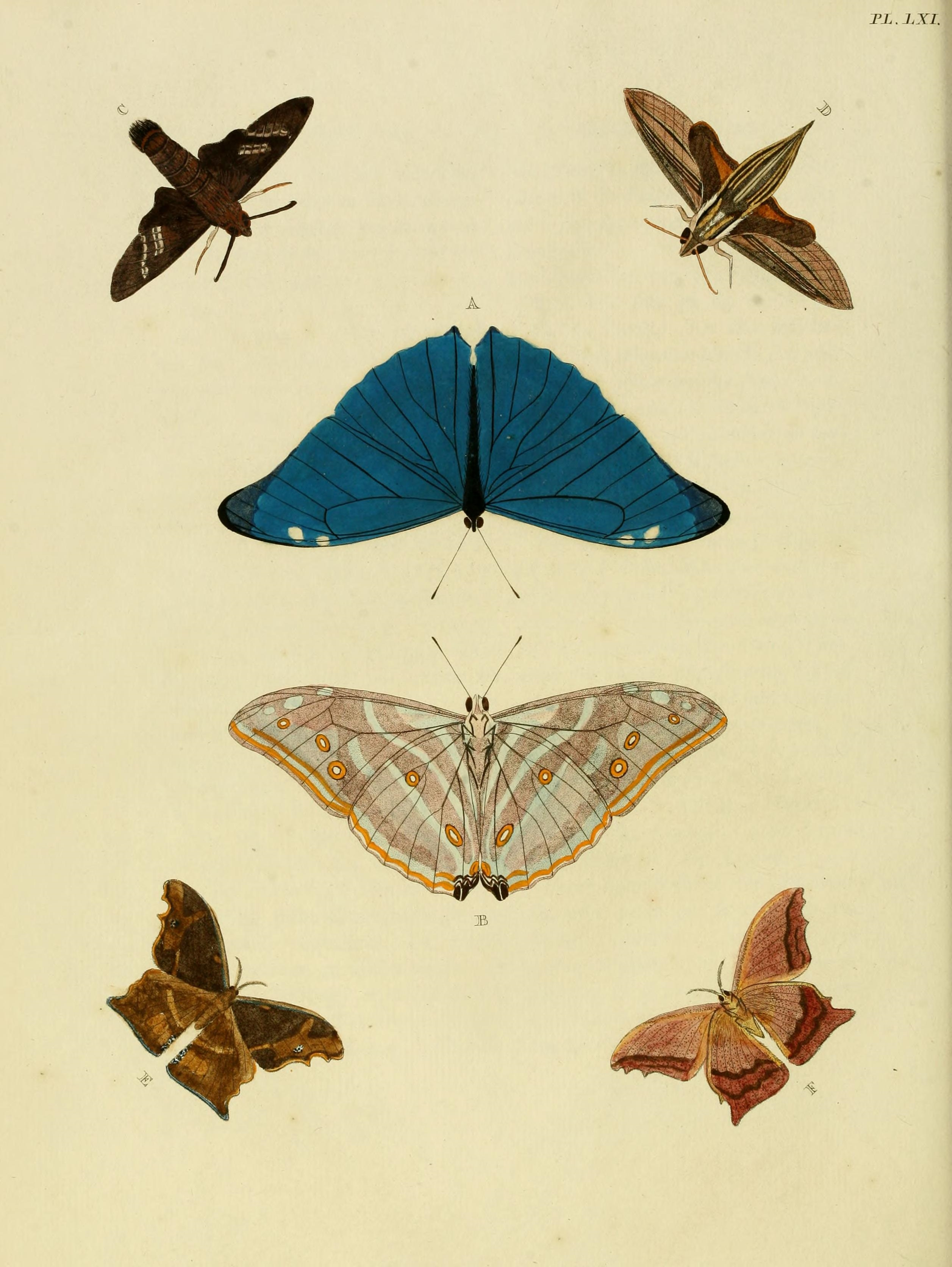